# 泛希社運化

泛希臘社會主義運動的黨徽

泛希社運化（英語：Pasokification）是一個政治術語，常常用來描述西方國家中間偏左或社會民主主義政黨自2010年以來的衰落，往往伴隨著民族主義、左翼民粹、右翼民粹運動的興起。
泛希社運化得名於希臘傳統中左政黨泛希臘社會主義運動（PASOK）的衰落。因失敗應對2009希臘國債危機和其實行嚴苛的財政緊縮政策導致社會動蕩和經濟崩潰，泛希社運在2012年5月的大選中得票率自2009年大選的43.92%銳減至13.18%，並在同年6月、2015年1月的大選中持續下跌至12.28%和4.68%。與此同時反緊縮的激進左翼聯盟（SYRIZA）黨勢上揚取代泛希社運成爲希臘的主要左翼政黨。  媒體和評論人士常用泛希社運的衰落類比其他支持社會民主主義和第三條道路政黨的衰落。

## 欧洲

### 奥地利
奧地利社會民主黨在2019年議會選舉中流失5.7%的選票，得票率下滑至21.2%，為二戰以來的歷史新低。

### 捷克
捷克社會民主黨在2017年的衆議院選舉中從50席大跌至15個。在2021年該黨得票率跌破5%的選舉門檻而失去了衆議院中的所有席位。

### 荷蘭
荷蘭傳統社會民主主義政黨工黨在2017 年大選中從2012 年的24.8%得票 和38席銳減至5.7%得票和9席，并從議會第二大黨衰退至第七大。  

### 瑞典
瑞典社會民主工人黨從1914年以降的每次選舉中均是議會第一大黨。 1930年代中期至1980年代中期的每次議會選舉中平均獲得45.3%的選票並長期執政。 1990年代後期開始該黨得票率開始低於40%。 2010年瑞典大選後，社民黨的選民急劇流失至包括右翼民粹的瑞典民主黨等其他政黨。    在2018年大選，社民黨仅获得28.3%選票，為1908年以來的最低水平。

### 英國
在蘇格蘭，自1964 年到1964 年間的每次大選中工黨贏得了絕大多數的英國下議院議席。自蘇格蘭議會成立以來的每一次地方權力下放議會選舉中，工黨在蘇格蘭的得票率持續下降。在2015年支持蘇格蘭獨立的蘇格蘭民族黨 （SNP）橫掃了蘇格蘭全部59席中的56席，而工黨議席從41席降至1席。蘇格蘭民族黨在2017年和2019年的國會選舉中維持了蘇格蘭第一大黨的地位。

### 引用
1. ↑  . The Economist. 30 June 2018  [2022-10-28]. （原始内容存档于2022-10-28）.
2. ↑  Henley, Jon. . The Guardian.   [2020-01-02]. ISSN 0261-3077. （原始内容存档于2022-10-28） （英国英语）.
3. ↑  Gary Younge. . The Guardian. 22 May 2017  [2022-10-28]. （原始内容存档于2022-10-28）.
4. ↑  Mark Lowen. . BBC News. 5 April 2013  [20 June 2020]. （原始内容存档于2022-10-28）.
5. ↑  . The Economist. 2 April 2016  [2022-10-28]. （原始内容存档于2018-08-25）.
6. ↑  . New Statesman. 8 February 2018  [30 October 2018]. （原始内容存档于2018-10-31）.
7. ↑  . New Statesman. 8 February 2018  [30 October 2018]. （原始内容存档于2018-10-31）.
8. ↑  Göran Therborn, "A Unique Chapter in the History of Democracy: The Swedish Social Democrats", in. K. Misgeld et al. (eds.), Creating Social Democracy, University Park Pa., Penn State University Press, 1996
9. ↑  Kelly, Ben. . The Independent. September 8, 2018. （原始内容存档于2022-05-25）.
10. ↑  Ahlander, Johan. . Reuters. February 7, 2019  [2022-10-28]. （原始内容存档于2022-10-28）.
11. ↑  Orange, Richard. . The Local. November 15, 2018  [2022-10-28]. （原始内容存档于2022-10-28）.